# Abrunheira (Ramalhal)
Abrunheira era, em 1747, um lugar da freguesia de São Lourenço do Ramalhal, termo da vila de Torres Vedras. No secular estava subordinada à Comarca de Torres Vedras, e no eclesiástico ao Patriarcado de Lisboa, pertencendo à Província da Estremadura. Havia aqui uma ermida dedicada a São Sebastião, a qual foi antigamente do povo ao qual pertencia a sua administração. Esta ermida pertencera a Francisco Botelho, das Freixias de Cima, com obrigação de missa quotidiana.